# А я пливу
«А я пливу» — пісня української співачки Ірини Білик, що вийшла на альбомі «Фарби» 1997 року.

## Про пісню
В серпні 1997 року Ірина Білик розпочала запис свого п'ятого студійного альбому. В серпні 1997 року в «Українській професійній студії» було записано пісню «А я пливу», а з вересня по грудень на власній студії агенції співачки «Nova Studio» записано решту пісень. Продюсером альбому став Юрій Нікітін, співпродюсерами — сама Ірина Білик та Жан Болотов, а звукорежисурою опікувався Олег Барабаш. Більшість музики та слів написала сама співачка. Касети із п'ятим альбомом Ірини Білик, що отримав назву «Фарби», надійшли у продаж 15 грудня 1997 року. Показники продажів альбому стали найвищими в країні, перевищуючи 1 млн проданих примірників.
На пісню «А я пливу», яка стала одним з найбільших хітів альбому, було знято відеокліп. Режисером став Максим Паперник, з яким Ірина Білик навчалася в театральній студії. Саме співпраця з Білик принесла Папернику популярність, після чого він знімав кліпи для Софії Ротару, Наталії Могилевської, Олександра Пономарьова, Вєрки Сердючки та інших вітчизняних зірок. Музичне відео на пісню «А я пливу», зняте з оператором Вадимом Савицьким на Кіностудії ім. О. Довженка, стало справжньою візитівкою режисера. Кліп став резонансним не лише в Україні, але й у «продвинутій» Росії, бо новаторське відео, в якому гармонійно поєднувалися музика, режисура та візуальні образи, зняв нікому не відомий український режисер. За сюжетом сміливого кліпу, співачка в мокрому та напівпрозорому одязі пливе в човні, оточена зміями, зрештою злітаючи з нього.
У 2015 році український співак Alekseev переспівав пісню «А я пливу». Цей кавер увійшов до його дебютного студійного альбому «Пьяное солнце» (укр. П'яне сонце), який вийшов у 2016 році: «У нашому шоубізнесі немає такої традиції — звеличувати досягнення колег за цехом за їхнього життя. Ми знаємо приклади, коли люди йдуть і люди починають його оспівувати, шанувати його пам'ять. Але чому б не робити цього, коли артист ще в доброму здоров'ї, коли йому це потрібно, коли йому буде це приємно. У певний момент, я вирішив виправити ситуацію, тим більше, що Ірина Білик — людина, яка сказала сучасній пісні „бути“!» Окрім Алєксєєва, пісню переспівували багато інших виконавців, серед яких Тіна Кароль та Віталій Козловський.
«А я пливу» входить до числа найбільших хітів української попмузики. На сайті «Главком» було опубліковано список «Сто хітів незалежності України», до якого увійшла ця пісня. На думку редакції, альбом 1997 року закріпив за Білик статус першої зірки української естради. «А я пливу» було названо суперхітом, що не тільки представив нове звучання артистки та новаторський відеокліп, якому заздрили конкуренти по сцені, але й «проклав шлях на велику сцену» Алєксєєву. У спецпроєкті ТСН «Що співала Україна. Хіти 25 незалежних років» пісню «А я пливу» було визнано головним хітом 1997 року в вітчизняній попмузиці; співачка, яку назвали «українською Мадонною» через часті зміни іміджу та величезний вплив на музичну сцену, «звела з розуму фанів 97-го року випуском дещо містичного кліпу».